# Iwaniwka (rejon winnicki)
Iwaniwka (ukr. Іванівка) – wieś na Ukrainie, w obwodzie winnickim, w rejonie winnickim, w hromadzie Łuka-Mełeszkiwśka. W 2001 liczyła 623 mieszkańców, spośród których 606 wskazało jako ojczysty język ukraiński, 16 rosyjski, a 1 mołdawski.